# Riksväg 162
Riksväg 162 (norska: Riksvei 162), skyltad som Ring 1, även känd som Inre ringen (norska: Indre ring) eller Henrik Ibsen-ringen är en riksväg i Oslo i Norge som går mellan Europaväg 6 och Europaväg 18 vid Grønlia och Europaväg 18 vid Filipstad. Den utgör en ringled kring Oslo centrum.
Vägen är cirka fyra kilometer lång och asfalterad.

## Anslutningar
Riksväg 162 ansluter till:
- Europaväg 6 (vid Grønlia)
- Europaväg 18 (vid Grønlia)
- Europaväg 18 (vid Filipstad)

## Bilder

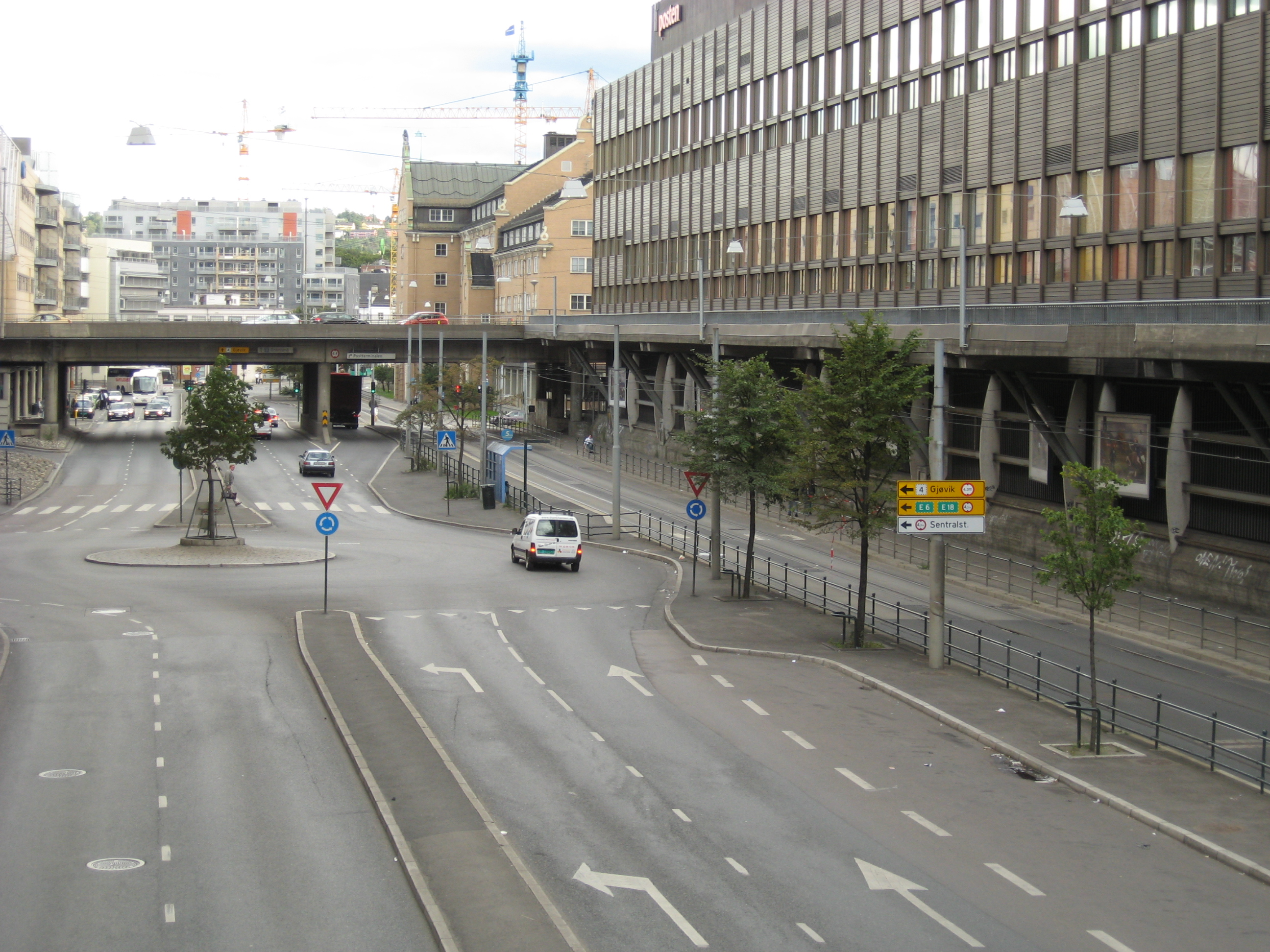
Riksväg 162 vid Oslo Sentralstasjon.
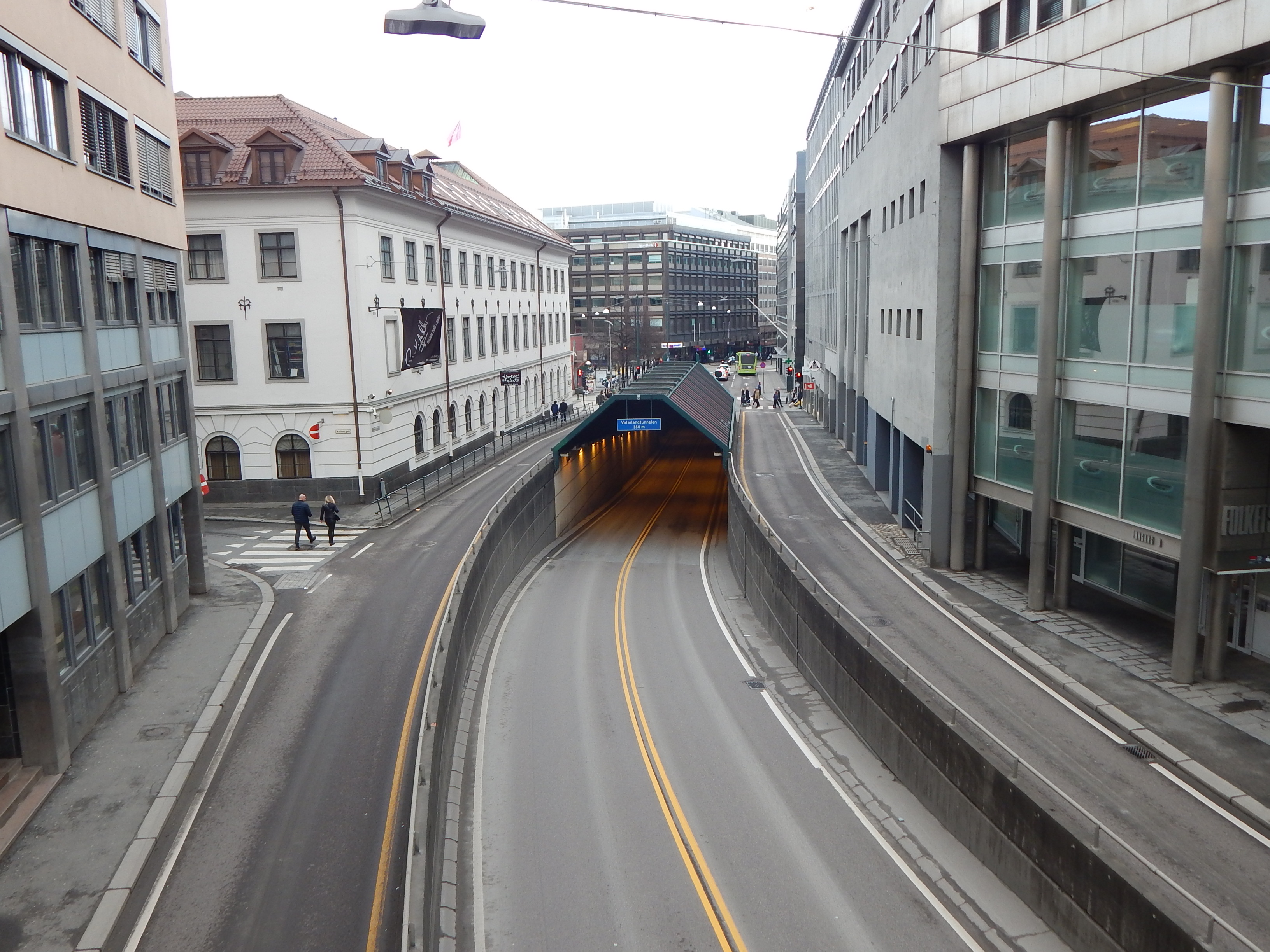
Riksväg 162 vid Vaterlandstunneln.